# تكية أبو الفضلي نيسابور
تكية أبو الفضلي نيسابور (بالفارسية: تکیه ابوالفضلی نیشابور) هي تكية شيعية تاريخية تعود إلى الدولة البهلوية، وتقع في نيسابور.